# Paradise Hotel (Danmark, sæson 20)
Paradise Hotel 2024 (sæson 20) bliver sendt i sommeren 2024. Den danske udgave af Paradise Hotel bliver sendt på Viaplay og TV3.
- Værter: Rikke Göransson og Olivia Salo
- Vindere: Daniel (0 kr.) og Nadia (450.000 kr.)
- Finalister: Victor (0 kr.) og Lukas (0 kr.)
- Jury: Patricia, Tobias, Lykke, Smilla, Emilie, Sinan og Mads
- Sæsonpræmiere: 4. juni 2024
- Antal afsnit: 39
- Antal deltagere: 20

## Deltagere
| Navn                              | Alder | Tjekket ind       | Tjekket ud          | Fra       | Grund til udtjekning |
| --------------------------------- | ----- | ----------------- | ------------------- | --------- | --- |
| Nadia Emilia Abrahamsen           | 26    | Ep 1, Ep 3, Ep 28 | Ep 1, Ep 20, VINDER | Horsens   | Ep 1: Blev ikke valgt af dommerpanelet bestående af Philip May Dreier Mikkelsen, Anne Plejdrup & Naja Stencel og fik dermed ikke lov til at tjekke ind. Ep 20: Valgt fra af Victor Schaufuss til fordel for Patricia Schlander                           |
| Daniel Frederik Guldberg          | 27    | Ep 1, Ep 2, Ep 38 | Ep 1, Ep 35, VINDER | København | Ep 1: Blev ikke valgt af dommerpanelet bestående af Philip May Dreier Mikkelsen, Anne Plejdrup & Naja Stencel og fik dermed ikke lov til at tjekke ind. Ep 35: Parcermoni, valgt fra af Lukas Alexander Holst Christensen til fordel for Smilla Jacobsen |
| Victor Schaufuss                  | 23    | Ep 9              | FINALEN             | Silkeborg | |
| Lukas Alexander Holst Christensen | 22    | Ep 9              | FINALEN             | Hadsund   | |
| Patricia Schlander, (Jury)        | 26    | Ep 1, Ep 3        | Ep 1, Ep 38         | Nakskov   | Ep 1: Blev ikke valgt af dommerpanelet bestående af Philip May Dreier Mikkelsen, Anne Plejdrup & Naja Stencel og fik dermed ikke lov til at tjekke ind. Ep 38: Valgt fra af Victor Schaufuss til fordel for Lukas Alexander Holst Christensen            |
| Tobias Vixø, (Jury)               | 24    | Ep 18             | Ep 38               | Aarhus    | Stemt ud af juryen som det par, der klarede angrebsceremonien dårligst. |
| Lykke Hansen, (Jury)              | 30    | Ep 20             | Ep 38               | København | Stemt ud af juryen som det par, der klarede angrebsceremonien dårligst. |
| Smilla Jacobsen, (Jury)           | 20    | Ep 25             | Ep 36               | Gilleleje | Valgt fra af Lukas Alexander Holst Christensen til fordel for Nadia Emilia Abrahamsen |
| Emilie Lindner Nielsen, (Jury)    | 23    | Ep 1              | Ep 34               | København | Stemt ud af de andre deltagere til fordel for Victor Schaufuss og Tobias Vixø |
| Vivi Bach                         | 22    | Ep 16             | Ep 34               | København | Stemt ud af de andre deltagere til fordel for Victor Schaufuss og Tobias Vixø |
| Mathias Ebdrup Thomassen          | 27    | Ep 23             | Ep 31               | Randers   | Parcermoni, valgt fra af Smilla Jacobsen til fordel for Vivi Bach |
| Sinan Türkmen, (Jury)             | 22    | Ep 2              | Ep 28               | København | Valgt fra af Lykke Hansen til fordel for Tobias Vixø |
| Mads Uhrenholt Holmgren, (Jury)   | 25    | Ep 1              | Ep 23               | Aarhus    | Stemt ud af Victor Schaufuss, Lukas Alexander Holst Christensen, Lykke Hansen, Tobias Vixø og Emilie Lindner Nielsen til fordel for Patricia Schlander                                                                                                   |
| Sofie Seir Bendix                 | 24    | Ep 1              | Ep 22               | København | Parcermoni, valgt fra af Victor Schaufuss til fordel for Patricia Schlander |
| Frederik Jensen                   | 21    | Ep 13             | Ep 18               | Silkeborg | Valgte at åbne døren til et billede af Patricia Schlander og måtte derfor selv forlade hotellet |
| Cecillia Cille Henriksen          | 25    | Ep 1, Ep 3        | Ep 1, Ep 15         | Herlev    | Ep 1: Blev ikke valgt af dommerpanelet bestående af Philip May Dreier Mikkelsen, Anne Plejdrup & Naja Stencel og fik dermed ikke lov til at tjekke ind. Ep 15: Elimineret af de resterende deltagere i Elimineringsceremonien i Øde Ø ugen.              |
| Nadja Hansen                      | 26    | Ep 2              | Ep 11               | København | Parcermoni, valgt fra af Patricia Schlander til fordel for Nadia Emilia Abrahamsen |
| Ida-Marie Bruun Andersen          | 23    | Ep 4              | Ep 11               | Aalborg   | Parcermoni, valgt fra af Victor Schaufuss til fordel for Lukas Alexander Holst Christensen |
| Hector Andersen                   | 25    | Ep 1, Ep 3        | Ep 1, Ep 7          | Silkeborg | Ep 1: Blev ikke valgt af dommerpanelet bestående af Philip May Dreier Mikkelsen, Anne Plejdrup & Naja Stencel og fik dermed ikke lov til at tjekke ind. Ep 7: Parceremoni, valgt fra af Patricia Schlander til fordel for Nadja Hansen                   |
| Marco Lilliedal                   | 22    | Ep 1, Ep 3        | Ep 2, Ep 3          | Aalborg   | Ep 2: Røg ud som konsekvens af at Daniel Frederik Guldberg valgte at danne par med hans partner Sofie Seir Bendix Ep 3: Parceremoni, valgt fra af Sinan Türkmen til fordel for Cecillia Cille Henriksen                                                  |

## Juryens stemmer på de to finalepar
| Jurymedlem nr. | Lukas og Victor | Nadia og Daniel |
| -------------- | --------------- | --------------- |
| Sinan          |                 | X               |
| Smilla         |                 | X               |
| Tobias         | X               |                 |
| Lykke          |                 | X               |
| Emilie         | X               |                 |
| Patricia       |                 | X               |
| Mads           |                 | X               |
| Stemmer i alt  | 2               | 5               |